# ادیرام‌پاتینام
ادیرام‌پاتینام (به انگلیسی: Adirampattinam) یک منطقهٔ مسکونی در هند است که در تامیل نادو واقع شده‌است.

## خصوصیات
ادیرام‌پاتینام ۲۷٬۶۹۷ نفر جمعیت دارد.